# ヴェージメ
ヴェージメ（伊: Vesime）は、イタリア共和国ピエモンテ州アスティ県にある、人口約600人の基礎自治体（コムーネ）。

## 地理

### 位置・広がり

#### 隣接コムーネ
隣接するコムーネは以下の通り。括弧内のCNはクーネオ県所属を示す。
- カスティノ (CN)
- チェッソレ
- コッサーノ・ベルボ (CN)
- ペルレット (CN)
- ロッカヴェラーノ
- ロッケッタ・ベルボ (CN)
- サン・ジョルジョ・スカランピ

#### 地震分類
イタリアの地震リスク階級 (it) では、4 に分類される
。